# Odlotowy prezent gwiazdkowy
Odlotowy prezent gwiazdkowy (Ultimate Christmas Present) – amerykański film obyczajowy reżyserii Grega Beemana z 2000. Film ten został wyemitowany w Polsce na kanale Disney Channel pod tytułem „Świąteczna zadyma w Los Angeles” 13 grudnia 2014 roku.

## Obsada
- Laara Ong jako Linda Kwan
- Hallie Todd jako Michelle Thompson
- Brenda Song jako Samantha Kwan
- Zahf jako Paroo Ruben
- Jo-Ann Fernandes jako pani Lopez
- Tiffany Desrosiers jako Tina
- Daniel Boileau jako kierowca
- Greg Kean jako Steve Thompson
- Shylo Sharity jako Jennifer
- Hallee Hirsh jako Allie Thompson
- John Salley jako Crumpet
- Spencer Breslin jako Joey Thompson
- Susan Ruttan jako pani Mikołajowa
- Jason Schombing jako pan Martino
- Peter Scolari
- Bill Fagerbakke jako Sparky

## Wersja polska
Wersja polska: SDI Media Polska

Reżyseria: Marek Robaczewski

Tekst polski: Małgorzata Kochańska

W wersji polskiej udział wzięli:
- Natalia Jankiewicz – Allison „Allie” Rachel Thompson
- Jakub Szydłowski – Mikołaj
- Monika Pikuła – Michelle Thompson
- Paweł Ciołkosz – Edwin Hadley
- Matylda Kaczmarska – Samantha Elizabeth Kwan
- Mateusz Ceran – Joey Thompson
- Kamil Pruban – Rachuch
- Krzysztof Cybiński – Kluska
- Grzegorz Kwiecień – Steve Thompson
- Przemysław Stippa – Pan Martino
- Joanna Węgrzynowska-Cybińska – Pani Mikołajowa
- Ewa Prus – Linda Kwan
- Krzysztof Szczepaniak – Ruben
- Marta Dobecka – Pogodynka
- Monika Węgiel-Jarocińska
- Marta Dylewska – Pani Lopez
- Agata Paszkowska
- Julia Kołakowska – Tina
- Karol Osentowski – Kierowca skutera śnieżnego
- Jacek Król – Kierownik piętra
- Kamil Kula – Prezenter
- Cezary Kwieciński – Mężczyzna
- Jan Barwiński
- Mateusz Weber
- Sebastian Machalski – Uczeń 4
- Michał Podsiadło – Uczeń 5

i inni
Lektor: Artur Kaczmarski